# Milford Center
Milford Center – wieś w Stanach Zjednoczonych, w stanie Ohio, w hrabstwie Union.